# Saint Omer (filme)
Saint Omer é um longa-metragem de drama jurídico francês dirigido por Alice Diop estrelado por Kayije Kagame e Guslagie Malanda. É o primeiro longa narrativo de Diop após trabalhar como documentarista. No filme, Rama (Kagame) é uma jovem romancista grávida que assiste ao julgamento de Laurence Coly (Malanda), uma mulher senegalesa acusada de assassinar seu filho de 15 meses, deixando-o em uma praia para ser arrastado pela maré, a fim de transformar o trágico evento em uma releitura literária de Medeia. É baseado no processo judicial francês de 2016 de Fabienne Kabou, que foi condenado pelo mesmo crime. Diop compareceu ao julgamento de Kabou.
O filme estreou em competição no 79º Festival Internacional de Cinema de Veneza em 7 de setembro de 2022, onde venceu o Grande Prêmio do Júri junto ao prêmio Luigi De Laurentiis Lion of the Future. Exibições adicionais foram realizadas no Festival Internacional de Cinema de Toronto e no Festival de Cinema de Nova York, ambos de 2022 antes do lançamento nos cinemas na França em 23 de novembro de 2022. Selecionado como representante francês na categoria de melhor filme estrangeiro na 95.ª Edição do Oscar, classificou-se na lista preliminar em dezembro de 2022. A lista com os cinco indicados finais está prevista para 24 de janeiro de 2023.

## Enredo
Saint Omer. Tribunal de Justiça. Rama, uma jovem escritora acompanha o julgamento de Laurence Coly acusada de matar a própria filha de 15 meses ao abandoná-la à maré alta em uma praia no norte da França. As palavras do acusado e os depoimentos das testemunhas, a medida em que o julgamento prossegue, terão um impacto sobre Rama e suas próprias convicções .

## Elenco
- Kayije Kagame como Rama
- Guslagie Malanga como Laurence Coly
- Valérie Dréville como a juíza
- Aurélia Petit como advogado de defesa Vaudenay
- Xavier Maly como Luc Dumontet, Coly's partner
- Robert Canterella como Advogada
- Salimata Kamate como Odile Diata
- Thomas de Pourquery como Adrian
- Salih Sigirci como Salih
- Fatih Sahin como Fatih
- Atillahan Karagedik como Jackson
- Ege Güner como Ege Güner
- Mustili como Mustafa
- Lionel Top como Jornalista

## Produção
Saint Omer é baseado no processo judicial de 2016 de Fabienne Kabou, que foi condenada pelo assassinato de sua filha em 2013, da mesma forma que Coly. Diop acompanhou o caso e imediatamente reconheceu as características de Kabou nas imagens do noticiário como sendo senegalês, que é herança da família de Diop. Diop compareceu ao julgamento e ficou "obcecada" com o caso, observando que a maioria dos presentes e participantes do julgamento também eram mulheres. Diop elaborou que ela "queria encontrar respostas para minhas próprias perguntas íntimas que eu me fazia sobre meu relacionamento com minha própria mãe e ser mãe. E decidi que, como compartilhava essas mesmas emoções com tantas mulheres, se fôssemos todos tão obcecados com aquele acontecimento, significava que havia algo de universal na história, que tinha a ver com a maternidade. Então resolvi fazer um filme sobre isso." Como Rama, Diop estava grávida de seu primeiro filho enquanto comparecia ao julgamento. Diop disse que compareceu ao julgamento por "intuição" e não decidiu fazer um filme sobre isso até o final do julgamento. Tendo feito apenas documentários, Diop fez sua estreia no cinema narrativo porque as câmeras não eram permitidas no tribunal e ela "queria recriar minha experiência de ouvir a história de outra mulher enquanto me interrogava, enfrentando minhas próprias verdades difíceis".
As transcrições do tribunal foram parcialmente usadas para escrever o roteiro. Enquanto escrevia o roteiro, Diop conheceu as atrizes Kayije Kagame e Guslagie Malanga. Ela ficou imediatamente impressionada com as duas mulheres e pensou nelas enquanto escrevia o roteiro. Mais tarde, ela contatou Kagame e Malanga para um teste. Diop foi influenciada pela obra de Marguerite Duras, sobre quem o personagem Rama faz uma palestra no filme. As filmagens duraram seis semanas e tanto o elenco quanto a equipe eram em sua maioria mulheres, o que "não foi totalmente deliberado, nem totalmente acidental", de acordo com Diop. As filmagens ocorreram entre maio e julho de 2021 nas regiões de Île-de-France e Hauts-de-France, inclusive na comuna de Saint-Omer.

## Lançamento
Saint Omer foi inicialmente considerado ao Festival de Cinema de Cannes de 2022. Ele estreou no 79º Festival Internacional de Cinema de Veneza em 7 de setembro de 2022, onde venceu o Grande Prêmio do Júri junto ao prêmio Luigi De Laurentiis Lion of the Future.

## Recepção

### Resposta da Crítica
No Rotten Tomatoes, o filme detém uma taxa de aprovação de 98% com base em 44 críticas, com uma classificação média de 8,1/10. O consenso do site diz: "Uma contemplação comovente da experiência de uma mulher imigrante, Saint Omer coloca uma mãe no estande e o público na caixa do júri para encontrar a humanidade no desumano". De acordo com o Metacritic, que atribuiu uma pontuação média ponderada de 93 em 100 com base em 12 críticos, o filme recebeu "aclamação universal". Manohla Dargis, do New York Times, chamou-a de "Intelectualmente estimulante e emocionalmente angustiante, a história explora a maternidade, a raça e a França pós-colonial com controle, lucidez e compaixão".

### Prêmios e Indicações
| Prêmios                              | Data da Cerimônia      | Categoria                                           | Candidatos                                              | Resultado    | Ref.   |
| ------------------------------------ | ---------------------- | --------------------------------------------------- | ------------------------------------------------------- | ------------ | ------ |
| Festival de Cinema de Sundance       | 10 de Setembro de 2022 | Golden Lion                                         | Alice Diop                                              | Indicado     | [ 17 ] |
| Festival de Cinema de Sundance       | 10 de Setembro de 2022 | Grande Prêmio do Júri                               | Alice Diop                                              | Venceu       | [ 17 ] |
| Festival de Cinema de Sundance       | 10 de Setembro de 2022 | Prêmio Luigi De Laurentiis para um filme de estreia | Alice Diop                                              | Venceu       | [ 17 ] |
| Festival de Cinema de Sundance       | 10 de Setembro de 2022 | Prêmio Casa Wabi – Mantarraya                       | Alice Diop                                              | Venceu       | [ 18 ] |
| Festival de Cinema de Sundance       | 10 de Setembro de 2022 | Cinema & Arts Award - Golden Musa                   | Alice Diop                                              | Venceu       | [ 18 ] |
| Festival de Cinema de Sundance       | 10 de Setembro de 2022 | Prêmio Edipo Re                                     | Alice Diop                                              | Venceu       | [ 18 ] |
| London Film Festival                 | 16 de Outubro de 2022  | Melhor Filme                                        | Saint Omer                                              | Indicado     | [ 19 ] |
| Film Fest Ghent                      | 24 de Outubro de 2022  | Melhor Filme                                        | Saint Omer                                              | Venceu       | [ 20 ] |
| Chicago International Film Festival  | 21 de Outubro de 2022  | Gold Hugo                                           | Saint Omer                                              | Indicado     | [ 21 ] |
| Chicago International Film Festival  | 21 de Outubro de 2022  | Silver Hugo por Melhor Roteiro                      | Alice Diop, Amrita David, Zoé Galeron, and Marie NDiaye | Venceu       | [ 22 ] |
| Seville European Film Festival       | 12 de Novembro de 2022 | Golden Giraldillo                                   | Saint Omer                                              | Venceu       | [ 23 ] |
| Seville European Film Festival       | 12 de Novembro de 2022 | Melhor Roteiro                                      | Alice Diop, Amrita David, Marie Ndiaye                  | Venceu       | [ 23 ] |
| Gotham Awards                        | 28 de Novembro de 2022 | Melhor Filme Estrangeiro                            | Saint Omer                                              | Indicado     | [ 24 ] |
| Louis Delluc Prize                   | 30 de Novembro de 2022 | Melhor Filme do Ano                                 | Saint Omer                                              | Venceu       | [ 25 ] |
| National Board of Review             | 8 de Dezembro de 2022  | Cinco melhores filmes em língua estrangeira         | Saint Omer                                              | Venceu       | [ 26 ] |
| European Film Awards                 | 10 de Dezembro de 2022 | Melhor Diretora                                     | Alice Diop                                              | Indicado     | [ 27 ] |
| Los Angeles Film Critics Association | 11 de Dezembro de 2022 | Melhor Filme Estrangeiro                            | Saint Omer                                              | 2º Colocação | [ 28 ] |
| Chicago Film Critics Association     | 14 de Dezembro de 2022 | Melhor Filme Estrangeiro                            | Saint Omer                                              | Indicado     | [ 29 ] |
| Chicago Film Critics Association     | 14 de Dezembro de 2022 | Prêmio Milos Stehlik Breakthrough Filmmaker         | Alice Diop                                              | Indicado     | [ 29 ] |
| Florida Film Critics Circle          | 22 de Dezembro de 2022 | Melhor Filme Estrangeiro                            | Saint Omer                                              | Indicado     | [ 30 ] |
| Lumières Awards                      | 16 de Janeiro de 2023  | Melhor Filme                                        | Saint Omer                                              | Pendente     | [ 30 ] |
| Lumières Awards                      | 16 de Janeiro de 2023  | Atriz Mais Promissora                               | Guslagie Malanda                                        | Pendente     | [ 30 ] |
| Lumières Awards                      | 16 de Janeiro de 2023  | Melhor Roteiro                                      | Alice Diop, Marie NDiaye and Amrita David               | Pendente     | [ 30 ] |
| Lumières Awards                      | 16 de Janeiro de 2023  | Melhor Cinematografia                               | Claire Mathon                                           | Pendente     | [ 30 ] |
| London Film Critics' Circle          | 5 de Fevereiro de 2023 | Filme do Ano                                        | Saint Omer                                              | Pendente     | [ 31 ] |
| London Film Critics' Circle          | 5 de Fevereiro de 2023 | Filme Estrangeiro do Ano                            | Saint Omer                                              | Pendente     | [ 31 ] |
| London Film Critics' Circle          | 5 de Fevereiro de 2023 | Atriz Coadjuvante do Ano                            | Guslagie Malanda                                        | Pendente     | [ 31 ] |
| Black Reel Awards                    | 6 de Fevereiro de 2023 | Melhor Filme Estrangeiro                            | Saint Omer                                              | Pendente     | [ 32 ] |
| Independent Spirit Awards            | 4 de Março de 2023     | Melhor Filme Internacional                          | Saint Omer                                              | Pendente     | [ 33 ] |
| Alliance of Women Film Journalists   | TBD                    | Melhor Filme em Língua Não Inglesa                  | Saint Omer                                              | Pendente     | [ 34 ] |